# ماكس ماكناب
ماكس ماكناب هو لاعب هوكي الجليد كندي، ولد في 21 يونيو 1924 في Watson, Saskatchewan ‏ في كندا، وتوفي في 2 سبتمبر 2007 في لاس فيغاس في الولايات المتحدة.

## وصلات خارجية
- ماكس ماكناب على موقع دوري الهوكي الوطني (الإنجليزية)
- ماكس ماكناب على موقع قاعة مشاهير الهوكي (لاعب أن.إتش.أل) (الإنجليزية)
- ماكس ماكناب على موقع EliteProspects.com (الإنجليزية)
- ماكس ماكناب على موقع HockeyDB.com (الإنجليزية)
- ماكس ماكناب على موقع Hockey-Reference.com (الإنجليزية)